# Konura ognistobrzucha
Konura ognistobrzucha (Aratinga jandaya) – gatunek średniej wielkości ptaka z rodziny papugowatych (Psittacidae), zamieszkujący północno-wschodnią Brazylię. Nie wyróżnia się podgatunków. Nie jest zagrożona wyginięciem. Hodowana w niewoli, zwłaszcza w USA.

## Występowanie
Występuje w północno-wschodniej Brazylii. Zamieszkuje lasy liściaste, cerrado, zarośla i tereny po wykarczowanych wilgotnych lasach. Występuje też na obrzeżach lasów wilgotnych i w formacji caatinga. Sporadycznie odwiedza pola uprawne i pastwiska. Tworzy grupy rodzinne lub małe stadka.

## Opis
Osiąga długość 30 cm, a waży 125–140 g. Dymorfizm płciowy słabo zaznaczony. Lata szybko, po linii prostej.

## Odżywianie
Odżywia się owocami, w tym jagodami, nasionami i innym pokarmem roślinnym. Czasem wyrządza szkody na plantacjach kukurydzy.

## Rozród

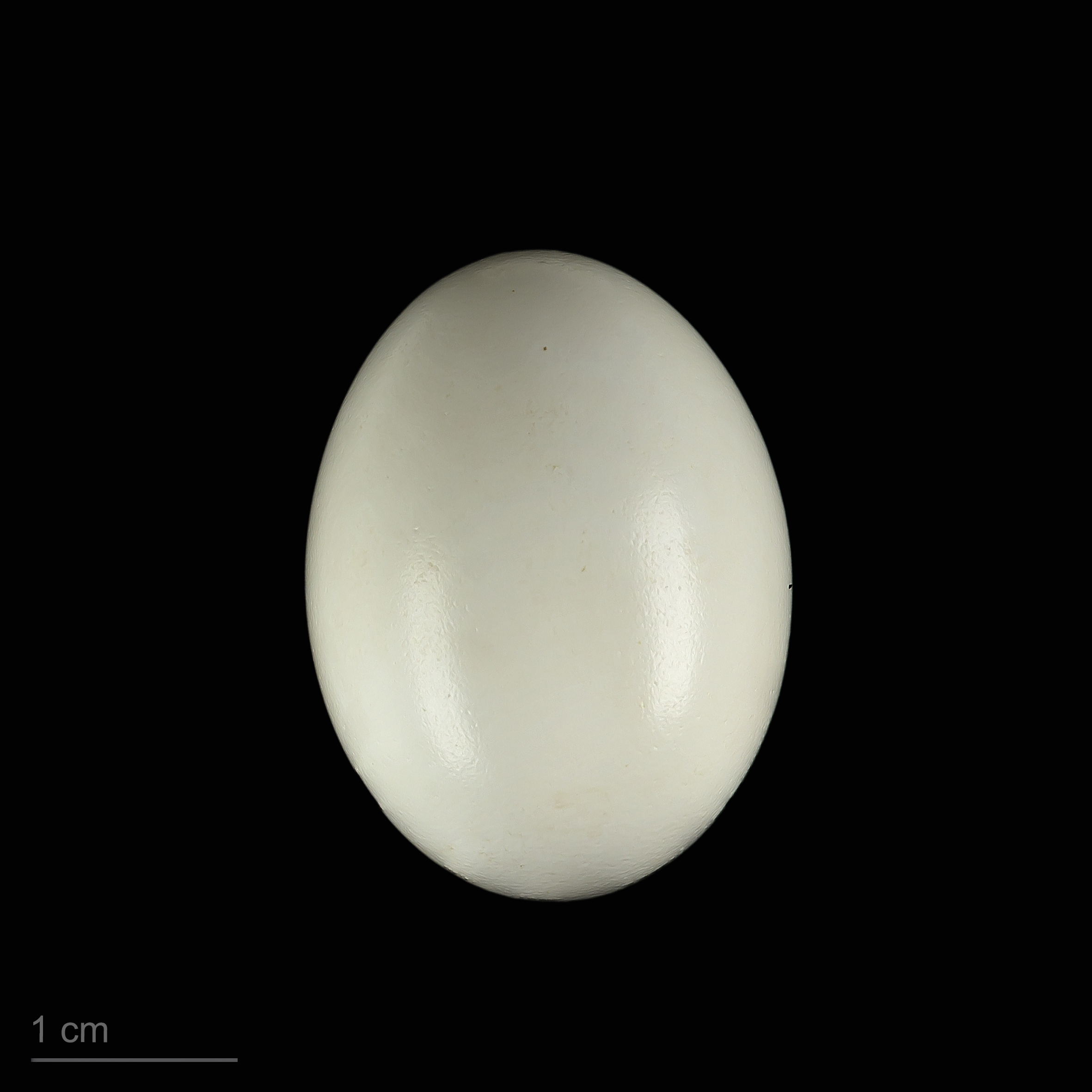
Jajo z kolekcji muzealnej

Gnieździ się w dziuplach drzew na wysokości co najmniej 15 m. Samica składa, w 3–4-dniowych odstępach, 3–5 białych jaj o wymiarach 28,4 na 22,6 mm, które wysiaduje przez 26–30 dni. Młode opuszczają gniazdo po 8 tygodniach i są karmione przez rodziców przez dalsze 5 tygodni.

## Status
Międzynarodowa Unia Ochrony Przyrody (IUCN) uznaje konurę ognistobrzuchą za gatunek najmniejszej troski (LC – least concern) nieprzerwanie od 1988 roku. Liczebność populacji na wolności nie została oszacowana, ale ptak ten opisywany jest jako rzadki. Ze względu na brak dowodów na spadki liczebności bądź istotne zagrożenia dla gatunku, BirdLife International ocenia trend liczebności populacji jako stabilny. Gatunek ten jest ujęty w II załączniku konwencji waszyngtońskiej (CITES).